# علف‌انبانی شاخ‌دار
آتریکالاریا شاخ‌دار (نام علمی: Utricularia cornuta) نام یک گونه از سرده علف‌انبانی است.
این گیاه بومی شمال امریکا است و در باهاما ، کوبا ، کانادا و ایالات متحده یافت می شود. این گیاه به عنوان یک گیاه زمینی یا زیر آب در باتلاق ها ، مرداب ها و استخر های کم عمق و بیشتر در ارتفاعات پایین رشد می کند. در ابتدا توسط آندره میكوكس در سال ۱۸۰۳ میلادی شناسایی و معرفی شد.

## نگارخانه

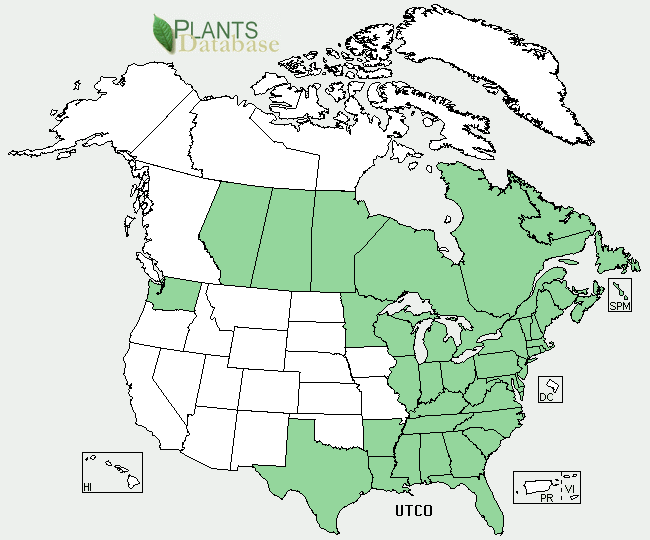